# Danjong av Joseon
Danjong av Joseon, född 1441, död 1457, var en koreansk monark. Han var kung av Korea mellan 1452 och 1455.